# Marie Brand und das Mädchen im Ring
Marie Brand und das Mädchen im Ring ist der 13. Fernsehfilm aus der Krimiserie Marie Brand. Der Film mit Mariele Millowitsch als Kriminalhauptkommissarin Marie Brand und Hinnerk Schönemann als Kriminalhauptkommissar Jürgen Simmel wurde von der Eyeworks Germany GmbH, Köln, produziert und am 22. Januar 2014 erstmals im ZDF ausgestrahlt. 

## Handlung
Der junge Boxer Tarik Demir wird ermordet in einer Sporthalle aufgefunden. Die Kommissare Marie Brand und Jürgen Simmel finden bei ihren Ermittlungen heraus, dass Demir als Psychologe mit einer Reihe gewaltbereiter Straftäter an einer Studie über eine mögliche aggressionspräventive Wirkung des Boxsports gearbeitet hat. Die vorbestrafte Sina Fink (Natalia Rudziewicz) wurde als letzte mit Demir gesehen und gerät darum als erste unter Verdacht.
Auf der Suche nach der untergetauchten Tatverdächtigen treffen Brand und Simmel auf den Leiter der psychologischen Studie Professor Neu, der zum Tatzeitpunkt ebenfalls in der Sporthalle war. Als Sina schließlich ausfindig gemacht werden kann, bezichtigt sie den Professor der Vergewaltigung. Dieser wiederum beschuldigt Demir, Sina vergewaltigt zu haben. Simmel ermittelt im Folgenden undercover im Boxmilieu. Seine Ermittlungen und Marie Brands analytische Fähigkeiten führen letztlich dazu, dass die beiden Kommissare Professor Neu die Tat nachweisen und Sinas Unschuld feststellen können.

## Hintergrund
Die Dreharbeiten fanden vom 2. September bis zum 2. Oktober 2013 in Köln und Umgebung statt. Die Redaktion beim ZDF hatte Wolfgang Feindt.

## Rezeption

### Einschaltquoten
Der Fernsehfilm erreichte bei seiner Erstausstrahlung im ZDF am 22. Januar 2014 um 20.15 Uhr durchschnittlich 6,69 Millionen Zuschauer (20,3 Prozent Marktanteil) und damit die höchste Zuschauerzahl, die die Reihe bis dato in Deutschland hatte.

### Kritiken
„Wenig kriminalistisch und psychologisch feinsinnig werden die unterschiedlichen Welten kurzgeschlossen. Brand/Simmel machen das, was sie können. Launig, aber belanglos!“

„Die Krimi-Reihe ‚Marie Brand‘ mit Mariele Millowitsch gehört zum TV-Schwarzbrot. Dennoch wartet die Ermittlerin gelegentlich mit positiven Überraschungen auf. Diesmal ist es ‚Das Mädchen im Ring‘, das den Wandel der Geschlechterrollen zeitgeistig spiegelt […] Natalia Rudziewicz spielt die junge Frau mit der Problem-Biografie beeindruckend intensiv.“

„Eine überaus überzeugende Darstellung lieferte Natalia Rudziewicz, die als verdächtige Kleinkriminelle Sina in den Fokus der Ermittlungen geriet und der Rolle eine beeindruckende Intensität verlieh. Insgesamt bot die neueste Episode der Kölner Hauptkommissare solide Unterhaltung ohne großen Anspruch.“